# Hans-Jürgen Beier
Hans-Jürgen Beier (* 5. August 1956 in Oberschlema) ist ein deutscher Prähistoriker und Verleger.
Hans-Jürgen Beier wurde im damaligen Ortsteil Oberschlema der Stadt Schneeberg geboren. 1975 machte er das Abitur und begann im selben Jahr mit dem Studium der Ur- und Frühgeschichte an der Martin-Luther-Universität Halle-Wittenberg (MLU). Er schloss sein Studium 1980 als Diplom-Prähistoriker ab. Von 1981 bis 1985 war er wissenschaftlicher Assistent im Wissenschaftsbereich Ur- und Frühgeschichte der Sektion Orient- und Altertumswissenschaften an der MLU, von 1985 bis 1988 Lehrer im Hochschuldienst ebenda. Beier promovierte im November 1985 bei Joachim Preuß, Friedrich Schlette und Alexander Häusler mit einer Schrift zum Thema Die Kugelamphorenkultur im Mittelelbe-Saale-Gebiet und in der Altmark.
Von 1988 bis 1993 war Beier wissenschaftlicher Assistent am Wissenschaftsbereich, aus dem 1991 das Institut für Prähistorische Archäologie wurde. 1990 erhielt er die Facultas Docendi für Ur- und Frühgeschichte. Im November 1991 habilitierte er sich mit der Arbeit Die megalithischen, submegalithischen und pseudomegalithischen Bauten sowie die Menhire in den fünf neuen ostdeutschen Bundesländern (ehemals DDR). Eine Bestandsaufnahme, Gutachter waren erneut Preuß und Schlette sowie Manfred Menke.
Im Jahr 1991 gründete Beier den Verlag Beier & Beran mit und wurde Verleger. Von 1993 bis 2020 leitete er das Stadt- und Dampfmaschinenmuseum Werdau.

## Schriften
- Die Grab- und Bestattungssitten der Walternienburger und der Bernburger Kultur (= Neolithische Studien. 3, ZDB-ID 217499-6 = Martin-Luther-Universität Halle-Wittenberg. Wissenschaftliche Beiträge. 1984, 30 = Martin-Luther-Universität Halle-Wittenberg. Wissenschaftliche Beiträge. Reihe L: Vor- und frühgeschichtliche Beiträge. 19). Martin-Luther-Universität Halle-Wittenberg, Halle/Saale 1984.
- Die Kugelamphorenkultur im Mittelelbe-Saale-Gebiet und in der Altmark (= Veröffentlichungen des Landesmuseums für Vorgeschichte Halle. 41).  Deutscher Verlag der Wissenschaften, Berlin 1988, ISBN 3-326-00339-0 (Zugleich: Halle, Universität, Dissertation A, 1985).
- Grabfunde der Kugelamphorenkultur aus den Bezirken Halle und Magdeburg (= Inventaria archaeologica. Deutsche Demokratische Republik. 8 = Bl. DDR 71–80). Deutscher Verlag der Wissenschaften, Berlin 1989, ISBN 3-326-00488-5.
- Die megalithischen, submegalithischen und pseudomegalithischen Bauten sowie die Menhire zwischen Ostsee und Thüringer Wald (= Beiträge zur Ur- und Frühgeschichte Mitteleuropas. 1). Beier und Beran, Wilkau-Haßlau 1991, (Zugleich: Halle, Universität, Habilitations-Schrift, 1991: Die megalithischen, submegalithischen und pseudomegalithischen Bauten sowie die Menhire in den fünf neuen ostdeutschen Bundesländern (ehemals DDR), eine Bestandsaufnahme).
- mit Hermann Herold: 100 Jahre industrieller Fahrzeugbau in Werdau. Stadt- und Dampfmaschinenmuseum, Werdau 1998.
- mit Olaf Kreßner: Werdau. Sutton, Erfurt 1999, ISBN 3-89702-107-2.